# Matthias Reinschmidt
Matthias Werner Reinschmidt (* 28. května 1964 v Bühl (Baden), Německo) je německý biolog. Od roku 2001 do roku 2010 byl kurátorem v Loro Parque v Puerto de la Cruz Tenerife na Kanárských ostrovech. Od prosince 2010 zde působí jako ředitel zoologické zahrady Loro Parque a nadace Loro Parque.

## Publikace
- 2000: Kunstbrut und Handaufzucht von Papageien und Sittichen, Matthias Reinschmidt, Arndt Verlag, ISBN 978-3-9805291-6-7
- 2006: Amazonen Band 1, Thomas Arndt & Matthias Reinschmidt, Arndt-Verlag, ISBN 978-3-9808245-5-2
- 2006: Papageien der Welt, Matthias Reinschmidt & Karl-Heinz Lambert, Ulmer Verlag, ISBN 978-3-8001-4991-9
- 2007: Neue Erkenntnisse zur Brutbiologie des Inkakakadus aus dem Loro Parque Teneriffa (Dissertation), Matthias Reinschmidt, VVB Laufersweiler-Verlag, ISBN 978-3-8359-5131-0
- 2009: Amazonen Band 2, Thomas Arndt & Matthias Reinschmidt, Arndt-Verlag, ISBN 978-3-9808245-8-3
- 2009: Farbatlas Papageien – 351 Arten im Porträt, Dr. Matthias Reinschmidt, Ulmer Verlag ISBN 978-3-8001-5739-6
- 2010: Tierische Persönlichkeiten im Loro Parque, Ulrich Brodde & Dr. Matthias Reinschmidt, Tipp 4 Verlag, ISBN 978-3-00-032449-9

### Seznam díla vydaného v češtině
- REINSCHMIDT, Matthias. Umělá inkubace a ruční odchov papoušků. [s.l.]: Dona, 2009. 126 s. ISBN 978-80-7322-133-1.
- REINSCHMIDT, Matthias. Atlas papoušků. [s.l.]: Dona, 2010. 384 s. ISBN 978-80-7322-142-3.